# Moriah Peters
Moriah Castillo Peters (Chino, Califórnia, 2 de outubro de 1992) é uma cantora de música cristã contemporânea norte-americana. Em 2012, Peters lançou o álbum intitulado I Choose Jesus, primeiro álbum de estúdio completo dela.

## Turnê
Peters esteve no The Hurt & The Healer turnê com MercyMe e do artista Chris August, onde ela foi a atração de abertura para os dois. Peters também excursionou com Tenth Avenue North, Audrey Assad, e Rend Collective Experiment em 2012 e 2013, durante o "Struggle Tour".

## I Choose Jesus(2012)
Durante a fase de composição do projeto do álbum I Choose Jesus, Peters escreveu cinquenta canções. A inspiração dela para o álbum veio de uma miríade de lugares "incluindo sua família, a própria relação dela com Cristo e experiências que ela's walked through com outras jovens enquanto levando-a ao estudo da Bíblia."

## Brave (2014)
Brave foi lançado no começo de 2014 e foi muito bem recebido pela crítica e pelo universo cristão. O album tem a participação do rapper Andy Mineo na musica que deu o título do album, denominado "Brave''

## Discografia

### Álbuns
| 2012 | I Choose Jesus - Formato: CD, digital download | 23 | 11 |

### Singles
| Ano  | Title            | Posições nos gráficos   | Álbum          |
| Ano  | Title            | EUA Hot Christian Songs | Álbum          |
| 2012 | "I Choose Jesus" | 23                      | I Choose Jesus |
| 2012 | "Well Done"      | 24                      | I Choose Jesus |
| 2014 | "You Carry Me"   | 44                      | Brave          |

## Vida pessoal
Peters tem descendência franco-mexicana. Peters é casada com Joel Smallbone, da banda For King & Country, desde 7 de julho de 2013.